# Anedonia
Anedonia é a perda da capacidade de sentir prazer, próprio dos estados gravemente depressivos. Também é encontrada na neurastenia e em alguns tipos de esquizofrenias e no transtorno de personalidade esquizóide.
Há escalas de avaliação da anedonia, como a de Fawcet (escala de prazer/desprazer) e a Escala de Avaliação dos Sintomas Negativos (Andreasen, 1981), que inclui uma subescala de "anedonia e retraição social". É comum em escalas de depressão conterem itens sobre o tema como o Escala de Depressão de Beck (BDI).
Está associado com baixos níveis de monoaminas no sistema nervoso, como a serotonina, dopamina, adrenalina e noradrenalina, mas principalmente ocorre uma disfunção dopaminérgica e noradrenérgica. O tratamento dependerá da intensidade do sintoma e a associação com outros possíveis sintomas de depressão. Se a anedonia for predominante, uma opção de tratamento farmacoterápico são os inibidores seletivos da recaptação de dopamina e noradrenalina (IRND), como bupropiona e mirtazapina.
Tanto terapia cognitivo-comportamental ou terapia analítico-comportamental podem ser auxiliares do tratamento medicamentoso.
Sem a discriminação de reforço positivo, é esperado que vários comportamentos saudáveis entrem em extinção e o indivíduo passe a ser controlado principalmente por reforço negativo (evitar sofrimento) e por punição. Uma pessoa com anedonia em geral dificilmente adere ao processo terapêutico. Por isso, é importante a participação da rede social de apoio, caso exista.